# Rio Pancas
O rio Pancas é um curso de água do estado do Espírito Santo, Brasil. É um afluente da margem esquerda do rio Doce.
O rio Pancas apresenta 116 km de extensão e drena uma área de 1182 km². Sua nascente está localizada no município de Pancas a uma altitude de 760 metros na serra Alto do Pancas, junto à divisa com o estado de Minas Gerais. Tem o rio Panquinhas como um de seus principais afluentes.
Sua foz no rio Doce localiza-se no município de Colatina. O trecho do rio Pancas entre a foz do córrego Palestina e a foz do córrego Roda d'Água serve de limite entre os municípios de Pancas e Colatina.

## História
O nome do rio Pancas foi concebido por Dom Rodrigo de Souza Coutinho, Conde de Linhares e Senhor de  Pancas em Portugal, primeiro conde de Linhares do título moderno, (Chaves, 4 de agosto de 1745 — Rio de Janeiro, 26 de janeiro de 1812) foi um diplomata e político português.
No ano de 1800, tomava posse como Governador da Capitania do Espírito Santo o senhor Antônio Pires da Silva Pontes. Amigo e protegido do Conde de Linhares, vinha, sob sua recomendação, com o firme propósito de abrir um caminho fluvial pelo rio Doce até Minas Gerais, iniciar a povoação de suas margens e criar destacamentos militares para proteger estas finalidades. O Corpo de Pedestres, com 300 soldados, foi criado ainda em 1800, e neste ano o Governador subiu pessoalmente o rio, fazendo um estudo, da foz à cachoeira das Escadinhas .
Estabeleceram-se então quartéis militares: a) na barra do rio, o de Regência Augusta, em homenagem a D. João, Príncipe Regente, mais tarde D. João VI; b) mais acima, à margem esquerda do rio, numa barranca em forma de meia lua, onde outrora os índios botocudos abriram uma clareira para dançarem e celebrarem suas festas, fundou um quartel ao qual deu o nome de Coutins; e ainda a Pancas e Porto do Souza, sendo estes três últimos nomeados em homenagem a D. Rodrigo de Souza Coutinho; d) fundou também outros dois: Lorena e Anádia.
Em 1809, sobre os escombros do antigo Quartel Coutins, foi fundado Tovar uma povoação a que deu o nome de Linhares, em homenagem novamente a D. Rodrigo de Souza Coutinho, que, nessa época, fora agraciado com o título de Conde de Linhares.
A criação do quartel militar de Pancas foi próximo à foz do rio Pancas e assim nomeou também o rio, o qual alegava-se parecer com a região portuguesa da Quinta de Pancas, por comparação das ilhas existentes dentro do curso hídrico assim como pode ser observado nas figuras 01 e 02.
Em 1883, o então governador da província do Espírito Santo Manuela José Pires da Silva Pontes, irmão de Antônio Pires da Silva Pontes, concluiu a carta do rio Doce e, no decorrer de suas descrições, ele sita o já nomeado rio Pancas na página 143: “Continuando a subir o rio, vê-se, na margem do sul, um choro d’água, que parte de uma lagoa, e avançando mais nota-se na margem norte, e em um ângulo encoberto por uma pequena ilha, a barra do medíocre rio Pancas.”
Ressaltando que neste momento não existia sequer uma trilha ao atual município de Pancas, somente havia sido nomeado o rio Pancas, o qual depois concebeu o nome a cidade e município de Pancas. A primeira demarcação de lotes onde seria a atual Colatina foi realizada em 1857 e em Pancas em 1918, recebendo seu primeiro nome “Nossa Senhora da Penha” que foi instalado em 15 de janeiro de 1930 e criado pela lei 1486 de 5 de setembro de 1924 com sede no atual distrito de Vila Verde, e transferido para a atual cidade de Pancas pela lei 1554, de 30 de junho de 1926. Santa Luzia foi seu segundo nome, depois Vila Pancas e veio a receber seu devido nome Pancas apenas em 13 de maio de 1963.
Em Portugal, além da Quinta de Pancas, existem o monte de Pancas, Pancas e Salinas de Vasa-Saco (Estuário de Tejo) e a Reserva Integral do Pancas sendo por coincidência, Pancas de Portugal também possui uma unidade de conservação ambiental, assim como o Pancas do Espírito Santo.